# 縱帶獅子魚
縱帶獅子魚，為輻鰭魚綱鮋形目杜父魚亞目獅子魚科的其中一種，分布於東北太平洋區，從阿拉斯加至墨西哥下加利福尼亞半島海域，棲息深度可達15公尺，為底棲性魚類，體長可達13公分，棲息在潮間帶，屬肉食性，生活習性不明。

## 擴展閱讀
維基物種上的相關：縱帶獅子魚